# 弗賴杜爾山

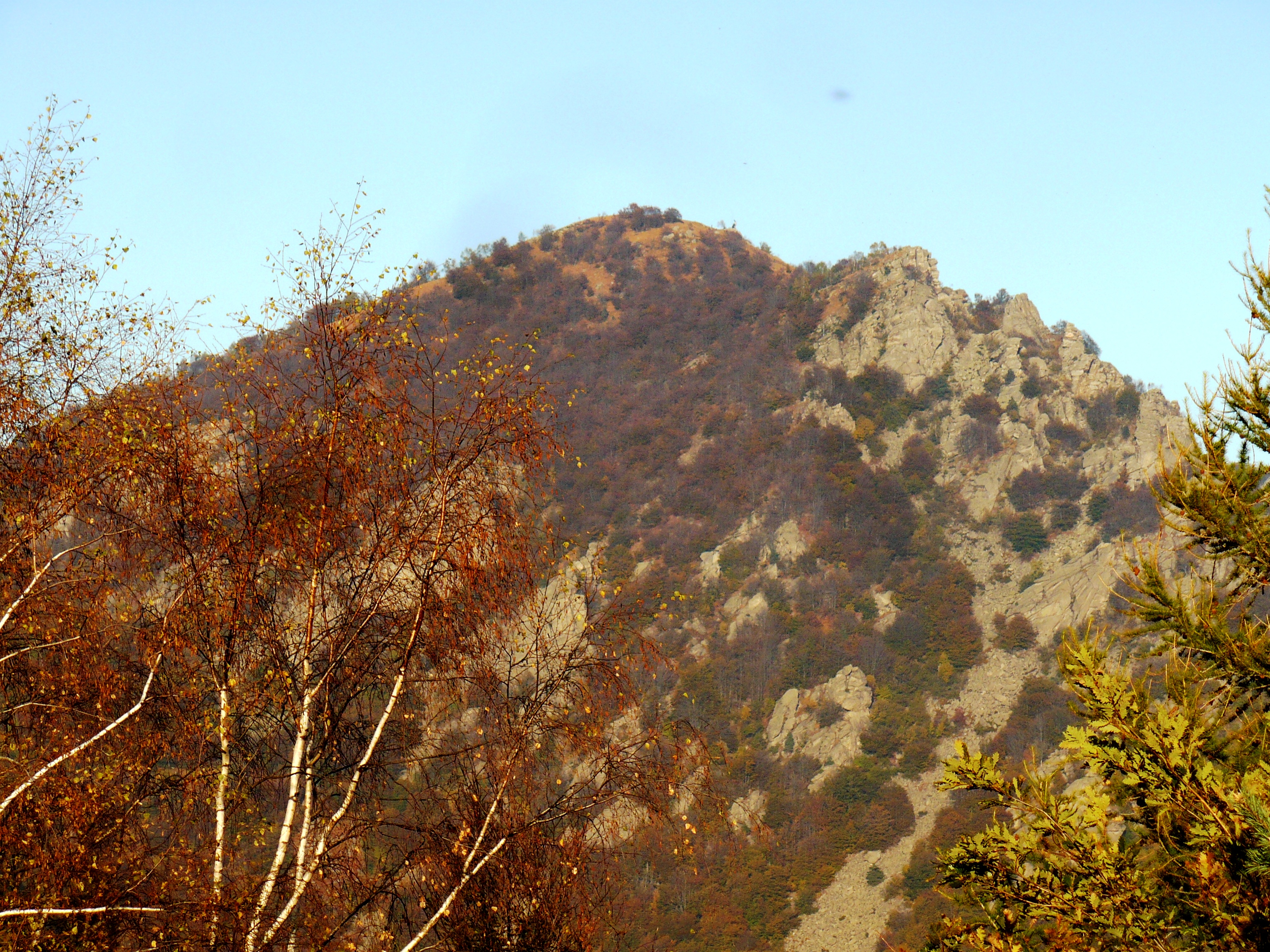

44°58′22.85″N 7°18′13.49″E / 44.9730139°N 7.3037472°E
弗賴杜爾山（義大利語：Monte Freidour），是意大利的山峰，位於該國西北部，由皮埃蒙特大區負責管轄，屬於科蒂安阿爾卑斯山脈的一部分，海拔高度1,445米。